# Touchstone Television
A segunda encarnação da Touchstone Television (anteriormente conhecida como Fox 21 Television Studios) foi uma produtora de televisão americana subsidiária da Walt Disney Television da Disney Media Networks de propriedade da The Walt Disney Company. Foi fundada em 2014 a partir da fusão da Fox Television Studios e Fox 21, e recebeu seu segundo nome em meados de 2020 após a aquisição da 21st Century Fox pela Disney.
Em dezembro de 2020, a Disney anunciou que o selo seria fundido na 20th Television.

## História
Foi anunciado em dezembro de 2014 que a Fox 21 e a Fox Television Studios se fundiriam na Fox 21 Television Studios. Essa situação ocorreu em função da promoção do presidente da FTVS, David Madden, a Fox Broadcasting Company e do fato de ambas as unidades estarem focadas no mesmo mercado, a TV a cabo. A operação combinada é chefiada pelo presidente da Fox 21, Bert Salke.
Em janeiro de 2020, a Fox 21 fechou um acordo inicial com o estúdio Okay Goodnight de Marta Kauffman, começando com uma adaptação do romance The Dreamers de 2019. No início de fevereiro de 2020, chegou a um acordo preliminar com o Gotham Group.
Em 10 de agosto de 2020, como parte de uma reorganização da Walt Disney Television após a aquisição da 21st Century Fox pela Disney, o estúdio foi renomeado para Touchstone Television - revivendo uma marca adormecida uma vez que a Touchstone Television anterior havia sido renomeada para ABC Studios em 2007. ABC Studios também se fundiu com a iteração anterior da ABC Signature Studios para formar a iteração atual da ABC Signature. O estúdio renomeado Touchstone Television mantém um logotipo no estilo de uma máquina de escrever, semelhante à marca anterior do Fox 21 Television Studios.
Menos de quatro meses após essa mudança, em 1º de dezembro de 2020, a chefe da Walt Disney Television, Dana Walden, anunciou uma nova reorganização que fará com que a divisão renomeada seja dissolvida, com Salke fazendo a transição para um acordo de produção geral com os estúdios de televisão da Disney, e operações restantes absorvidas pela 20th Television.